# Station Lintgen
Station Lintgen (Luxemburgs: Gare Lëntgen) is een spoorwegstation in de plaats en gemeente Lintgen in Luxemburg
Het station ligt aan lijn 1, Luxemburg - Troisvierges. Het wordt beheerd door de Luxemburgse vervoerder CFL.

## Treindienst
| Serie   | Treinsoort         | Route                                       | Bijzonderheden              |
| ------- | ------------------ | ------------------------------------------- | --------------------------- |
| RB 3400 | Regionalbahn (CFL) | Luxemburg – Lintgen – Mersch                | Enkele treinen per dag.     |
| RB 3500 | Regionalbahn (CFL) | Luxemburg – Lintgen – Ettelbruck – Diekirch | Halfuursdienst met RB 3600. |
| RB 3600 | Regionalbahn (CFL) | Luxemburg – Lintgen – Ettelbruck – Diekirch | Halfuursdienst met RB 3500. |

CFL Lijn 1:
Luxemburg · Pfaffenthal-Kirchberg · Dommeldange · Walferdange · Heisdorf · Lorentzweiler · Lintgen · Mersch · Cruchten · Colmar-Berg · Schieren · Ettelbruck · Michelau · Goebelsmühle · Kautenbach · Wilwerwiltz · Drauffelt · Clervaux · Maulusmühle · Troisvierges · Bellain

CFL Lijn 1a: Ettelbruck · Diekirch

CFL Lijn 1b: Kautenbach · Merkholtz · Paradiso · Wiltz · Winseler · Schleif · Schimpach-Wampach
Zie ook: CFL Lijn 2 · CFL Lijn 3 · CFL Lijn 4 · CFL Lijn 5 · CFL Lijn 6 · CFL Lijn 6a · CFL Lijn 6b · CFL Lijn 6c · CFL Lijn 7